# Сингуль (Омская область)
Сингуль — деревня в Крутинском районе Омской области, в составе Шипуновского сельского поселения.

## История
Основана в 1871 г. В 1928 г. деревня Засухина состояла из 53 хозяйств, основное население — русские. В составе Шипуновского сельсовета Крутинского района Омского округа Сибирского края.

## Население
| 2010 |
| ---- |
| 88   |